# Damon Albarn
Damon Albarn (Leytonstone, Londres, 23 de març de 1968) és un famós cantant, músic, compositor i productor musical anglès. És conegut per ser líder de la banda britànica Blur, símbol del brit-pop, i també de la banda virtual de hip hop alternatiu Gorillaz. També ha col·laborat en altres projectes musical i bandes sonores.

## Biografia
Fill de Keith i Hazel Albarn, empresari i dissenyadora de decorat teatral respectivament, va viure la seva infantesa amb la seva família a Leytonstone, a l'est de Londres. Té una germana petita anomenada Jessica que també va esdevenir artista. Posteriorment es van traslladar a Aldham, als afores de Colchester. L'educació que va rebre fou liberal i força bohèmia, amb constants referències a la mescla ètnica cultural. Ben aviat es va començar a interessar per la música i va començar a tocar la guitarra, el piano i el violí, i paral·lelament també es va interessar per la composició musical.
Va estudiar a Stanway Comprehensive School, on va començar a fer teatre i va participar en diverses representacions escolars. Als 13 anys, allà va coincidir amb Graham Coxon, futur guitarrista de la banda Blur, i van esdevenir molt bons amics compartint la seva passió per la música. Va estudiar interpretació dramàtica a Debden però només un any perquè ho va deixar per començar a treballar a l'estudi de gravació Beat Factory com a noi dels encàrrecs.
Durant la dècada dels 90 va mantenir una llarga relació amorosa amb Justine Frischmann, cantant de la banda britànica Elastica. Aquesta relació tingué força influència en les seves composicions, especialment en les cançons «Beetlebum», «Tender» i «No Distance Left to Run». La relació es va acabar l'any 1998 i a data del 2016 van perdre contacte. Poc després va iniciar una relació amb l'artista Suzi Winstanley, i el 1999, va néixer la seva primera filla que va rebre el nom de Missy en honor de l'artista Missy Elliott. A data del 2016 vivia al barri de Bayswater de Londres amb la seva família. També té una casa al barri residencial Grafarvogur de Reykjavík (Islàndia) i l'any 2020 va adquirir la nacionalitat d'aquest país. És vegetarià i seguidor de l'equip anglès de futbol Chelsea FC.
L'any 2006 fou guardonat com a Mestre de les Arts honorífic de la University of East London.
Fou condecorat com a Oficial de l'Orde l'Imperi Britànic (OBE) l'any 2015 pels serveix al Regne Unit.

## Carrera musical

### Blur
En el 1988, mentre anava a un curs al Goldsmiths College de Londres, coneix a Alex James, el que és baixista en Blur. Amb Coxon, Albarn havia format una banda anomenada "The Circus", que després va canviar al nom "Seymour", en referència a la novel·la Seymour: An Introduction de J.D. Salinger, quan van arribar James i Dave Rowntree com a baixista i bateria respectivament. El grup va atraure l'interès del segell Food Records però els desagradava el nom i els va donar una llista de noms alternatius. Finalment van escollir el nom de Blur i van signar el primer contracte el març de 1990.
A l'octubre de 1990 van llançar el primer senzill titulat "She's So High", que va arribar al lloc 48 de la llista britànica de senzills. Tingueren més problemes per llançar el segon senzill però amb la col·laboració de Stephen Street en la producció van llançar "There's No Other Way" esdevenint un hit, ja que va arribar al número 8. A conseqüència de l'èxit dels primers senzills, Blur va esdevenir una de les estrelles del pop britànic. Seguidament van completar el seu primer àlbum titulat Leisure, que va sortir al mercat el 1991 amb crítiques força negatives malgrat l'èxit dels primers senzills. Mentre estaven de gira van començar a compondre pel nou àlbum però en un so lleugerament diferent. Van escollir a Andy Partridge del grup XTC per la producció del nou treball, però després de diverses sessions poc satisfactòries, van tornar a comptar amb Street a la producció. Modern Life Is Rubbish va ser publicat al maig de 1993 amb bons resultats al Regne Unit però va fracassar als Estats Units. Malgrat el poc recorregut que va tenir el nou àlbum, Albarn afirmar que estava molt content amb el resultat i la nova direcció que havia escollit la banda. El 1994 van publicar Parklife i van aconseguir a l'èxit comercial. L'àlbum va entrar a la llista britànica directament al número 1, especialment gràcies al primer senzill, "Girls & Boys". Aquest treball els va permetre guanyar quatre premis Brit Awards destacant els del millor banda i millor àlbum, i és recordat com un dels millors àlbums de Britpop. Amb la publicació del nou treball, The Great Escape (1995), van arribar al punt màxim de rivalitat amb l'altre grup anglès que brillava dins el moviment britpop, Oasis, liderat pels germans Noel i Liam Gallagher. L'antagonisme es va incrementar esdevenint un fenomen mediàtic anomenat "The Battle of Britpop", i ambdós grups van llançar el primer senzills dels respectius àlbums el mateix dia. "Country House" va superar "Roll With It" d'Oasis en la primera setmana i Blur va aconseguir el seu primer número 1 en la llista britànica de senzills. L'àlbum també va arribar al número 1 en la primera setmana de la publicació i les crítiques inicials foren molt positives, però l'alegria inicial es va convertir en decepció amb els pas de les setmanes, ja que l'opinió de la crítica va anar canviant i les vendes de (What's the Story) Morning Glory? d'Oasis van superar comercialment les de The Great Escape a nivell mundial.
A partir d'aquest moment es van fer evidents les desavinences entre els membres de Blur, especialment amb Graham Coxon, que començava a rebutjar l'estètica Britpop i s'interessava per un so semblant al rock alternatiu dels Estats Units com la banda Pavement. Albarn valorava molt positivament el gust de Coxon per la música underground i va decidir donar-li més llibertat creativa pel nou àlbum. Albarn va aprofitar per viatjar a Islàndia i desconnectar durant uns dies de l'escena Britpop. El cinquè àlbum d'estudi de Blur, amb títol homònim, fou publicat al febrer de 1997. Malgrat que la premsa va predir que el nou so més experimental s'allunyava massa dels seus orígens i que, per tant, no tindria tant de ressò comercial, si que va aplaudir el seu esforç majoritàriament. El primer senzill ("Beetlebum") va debutar al número 1 de la llista britànica però l'àlbum no va igualar les vendes dels treballs previs al Regne Unit. Tanmateix, la seva evolució cap a un so més americà va tenir el seu reconeixement als Estats Units i a la resta del món, especialment amb el segon senzill, "Song 2".
Per potenciar un nou so van comptar amb William Orbit per la producció del nou treball que van publicar el març de 1999 amb el títol de 13. Les lletres d'Albarn foren més personals i reflexives de les que havia fet fins al moment, especialment a causa d'haver-se acabat la relació amb Justine Frischmann, cantant dels Elastica, amb qui portava vuit anys de relació sentimental. Les crítiques foren favorables en general, i l'àlbum va debutar al capdamunt de la llista britànica. A final de 2000 van llançar un disc compilatori titulat Blur: The Best of. A final de 2001 van començar les sessions d'enregistrament del següent àlbum però poc després, Coxon va abandonar la banda perquè ja no s'hi sentia a gust. Els altres tres membres van decidir continuar amb el projecte i van publicar un nou àlbum titulat Think Tank (2003). L'absència de Coxon va significar que tota la composició i direcció creativa va anar a càrrec d'Albarn. El resultat fou molt positiu amb un nou número 1 al Regne Unit i també va significar el seu millor resultat als Estats Units. El disc fou nominat al millor àlbum als Brit Awards de 2004. A partir d'aquí van decidir donar un descans a la banda i portar endavant nous projectes personals amb la intenció de tornar-se a reunir més endavant. Albarn va començar diversos projectes alternatius com iniciar la seva carrera en solitari o la creació del grup virtual Gorillaz.
La reunió de tots els quatre membres de Blur es va produir a final de 2008 amb la intenció de realitzar diversos concerts a l'estiu de 2009 a Anglaterra. La tornada es va produir el 28 de juny de 2009 al Festival de Glastonbury amb una actuació entusiasta i positiva molt ben rebuda per part de l'audiència i la crítica. Això fou l'excusa per llançar el segon àlbum recopilati de grans èxits titulat Midlife: A Beginner's Guide to Blur (2009). Tanmateix, també van declarar que no tenien intenció de realitzar cap gira. El gener de 2010 van llançar un documental sobre la banda No Distance Left to Run, que fou nominat al millor vídeo musical de llarg format en els premis Grammy, la primera nominació d'aquests premis que rebia el grup. Poc després va aparèixer la primera nova cançó des de 2003, "Fool's Day", amb només 1000 unitats dins el Record Store Day de 2010. Posteriorment estigué disponible de forma digital a través del seu lloc web.
A principi de 2012, Blur fou guardonat honoríficament per la seva contribució a la música en els Brit Awards. Poc després van estrenar una nova cançó en directe i van publicar un box-set titulat Blur 21 que contenia els set àlbums d'estudi de la banda, quatre més de rareses i tres DVDs. A principi d'any van entrar a l'estudi per començar a enregistrar material nou, però a mitjan procés, Albarn va aturar les sessions sense més explicacions, i van anunciar que la banda només llançaria dos senzills a l'estiu. Van trencar un silenci de dotze anys amb la publicació del seu vuitè àlbum d'estudi, The Magic Whip, al 27 d'abril de 2015.

### Gorillaz
Jamie Hewlett i Albarn es van conèixer l'any 1990 quan Coxon, seguidor dels treballs de Hewlett, li va proposar de fer una entrevista a Blur. Aquesta es va publicar a la revista Deadline, on Hewlett publicava la seva tira còmica Tank Girl. Posteriorment, cap al 1997, van decidir compartir pis a Londres aprofitant que ambdós acabaven de tallar les respectives relacions sentimentals amb Jane Olliver (Hewlett) i Justine Frischmann (Albarn).
La idea de crear Gorillaz va aparèixer durant aquesta època, i van decidir crear una banda virtual de dibuixos animats amb Albarn com a únic músic i compositor permanent, i mantenint la col·laboració de diversos músics. El seu estil base era el rock alternatiu però amb varietat d'influències que incloïen britpop, dub, hip-hop i pop. L'àlbum de debut va aparèixer l'any 2001 amb títol epònim. Gràcies als primers senzills "19-2000" i "Clint Eastwood" van superar els set milions de còpies venudes internacionalment i els va permetre entrar al llibre Guinness World Records per ser la banda virtual amb més èxit.
El segon àlbum d'estudi, Demon Days, fou publicat l'any 2005 amb diversos senzills destacant "Feel Good Inc.". Aquest treball fou cinc vegades disc de platí al Regne Unit i doble als Estats Units, mentre que també aconseguí cinc nominacions als premis Grammy amb només guanyant la categoria de millor col·laboració vocal pop. Per primera vegada van realitzar actuacions en directe comptant amb la col·laboració de diversos artistes que havien col·laborat en el disc. Posteriorment van compilar algunes actuacions en el DVD Demon Days Live, i també van llançar dues compilacions de cares-B i un àlbum de remescles. Ambdós artistes de Gorillaz van trebalalr amb el director teatral Chen Shi-zheng per adaptar l'obra de teatre Viatge a l'Oest (Journey to the West) en l'òpera Monkey: Journey to the West, que es va estrenar el 28 de juny de 2007 a Manchester.
L'any 2010 van llançar Plastic Beach, el tercer àlbum d'estudi de la banda, que rebé molt bones crítiques. A final d'any també van llançar l'àlbum The Fall que havien enregistrat mentre estaven de gira per Amèrica del Nord. A principi de 2012 van llançar una línia de vambes esportives Converse amb el disseny de Hewlett. Dins la campanya de promoció de les bambes anomenada «Three Artists, One Song», Gorillaz va publicar el senzill «DoYaThing» amb la col·laboració de James Murphy i Andre 3000.
En una entrevista recent, Albarn va declarar que la seva relació amb Hewlett s'havia refredat després de la gira Plastic Beach Tour. Posteriorment va indicar que ambdós volien treballar en altres projectes que tenien posposats a causa de treballar en Gorillaz, però que també estava convençut que tornarien a treballar conjuntament. Aquesta etapa de descans es va acabar l'any 2017 amb la publicació de l'àlbum Humanz, i l'any següent va continuar amb The Now Now. A l'inici de 2020 van iniciar el projecte audiovisual Song Machine, en el qual tenien la intenció de llançar un senzill mensualment trencant amb la idea de llançar un àlbum d'estudi, però finalment les van agrupar en l'àlbum Song Machine, Season One: Strange Timez (2020).

### Altres projectes
Albarn va llançar el seu primer treball en solitari l'any 2003, concretament un EP titulat Democrazy que es tractava d'una compilació de demos enregistrades en habitacions de diversos hotels durant la gira realitzada amb Blur per Think Tank.
L'any 2002 va publicar el treball Mali Music, un àlbum basat en la seva visita a Mali durant un viatge donant suport a Oxfam que va fer el 2000. També va visitar Nigèria per col·laborar amb el bateria Tony Allen i, posteriorment amb diversos productors i músics per enregistrar l'àlbum Kinshasa One Two per recaptar diners perquè Oxfam pogués realitzar la seva tasca a la República Democràtica del Congo.
Durant el 2006 va treballar amb Danger Mouse i van publicar un treball titulat The Good, the Bad & the Queen amb la col·laboració de Paul Simonon de The Clash, Simon Tong de The Verve, Tony Allen de Fela Kuti. A final d'any van llançar els dos primers senzills, que foren "Herculean" i "Kingdom of Doom", i el gener de 2007 van llançar l'àlbum. Aquest tingué molt bona acollida arribant al número 2 de la llista britànica i rebent diversos premis internacionals.
Al setembre de 2011, Albarn va confirmar que estava treballant en un àlbum d'estudi en solitari. Ja el 2013 va declarar que el productor musical seria Richard Russell i va explicar que seria una combinació de músiques folk i soul. A final d'any va estrenar diverses cançons en un concert privat als Fox Studios de Los Angeles i posteriorment va llançar un tràiler de 21 segons al seu canal de YouTube sobre el seu proper àlbum d'estudi.
L'any 2012, Albarn va encetar un nou projecte paral·lel junt a Flea, baixista de Red Hot Chili Peppers, i el músic d'afrobeat Tony Allen. El resultat fou un àlbum d'estudi titulat Rocket Juice & the Moon publicat el 26 de març de 2012. Tanmateix, la primera actuació conjunta la van realitzar el 28 d'octubre de 2011 a Cork, Irlanda, formant part del cartell del Cork Jazz Festival però amb el nom de "Another Honest Jon's Chop Up!". No van realitzar cap gira a causa de problemes d'agenda entre els tres membres del grup.
Albarn també ha realitzat funcions de remesclador i productor musical per diversos artistes, tot i que a vegades utilitzant un pseudònim. L'any 1998 va remesclar la cançó "Angel" de Massive Attack i el 1999 la seva cançó "Bugman" amb el sobrenom de "Control Freak". L'any 2011 va realitzar una remescla de "Born to Die" de Lana Del Rey amb el pseudònim de "PDP / 13". També ha col·laborat amb alguns artistes cantant alguna cançó com "Big Daddy C" de The Rentals (1999), "Squire for Hire" de Nathan Haines (2004), "Time Keeps On Slipping" de Fatboy Slim (2004) i "Saturday Come Slow" de Massive Attack (2010). Com a productor destaca l'àlbum The Bravest Man in the Universe de Bobby Womack (2012).
La seva relació amb el cinema no s'acaba amb la participació com a actor en les pel·lícules El rostre  (1997), dirigida per Antonia Bird, i Anna and the Moods (2007) de Gunnar Karlsson, sinó que també ha participat en diverses bandes sonores. La seva cançó "Closet Romantic" va aparèixer a Trainspotting (1996) junt a "Sing" de Blur. Posteriorment va compondre la banda sonora amb col·laboració de Michael Nyman de la pel·lícula Ravenous (1999), per la qual fou nominada als Saturn Awards per la millor música. També va compondre les bandes sonores de 101 Reykjavík i Ordinary Decent Criminal, ambdues del 2000. L'any 2011 va crear l'òpera Doctor Dee, basada en la vida del científic britànic John Dee, amb la col·laboració del director de teatre Rufus Norris pel "Manchester International Festival". El 2011 enregistrà la banda sonora de l'adaptació cinematogràfica del llibre The Boy in the Oak, escrit per la seva germana Jessica Albarn.
Albarn va compondre la música d'un musical basat en l'obra literària Alícia en terra de meravelles que es va titular Wonder.land i es va estrenar al Manchester International Festival el 29 de juny de 2015.

## Discografia

### Blur
- Leisure (1991)
- Modern Life Is Rubbish (1993)
- Parklife (1994)
- The Great Escape (1995)
- Blur (1997)
- 13 (1999)
- Think Tank (2003)
- The Magic Whip (2015)

### Gorillaz
- Gorillaz (2001)
- Demon Days (2005)
- Plastic Beach (2010)
- The Fall (2011)
- Humanz (2017)
- The Now Now (2018)
- Song Machine, Season One: Strange Timez (2020)

### En solitari
- Everyday Robots (2014)
- The Nearer the Fountain, More Pure the Stream Flows (2021)

### Col·laboracions
- Mali Music (2002) (amb Afel Bocoum, Toumani Diabaté & Friends)
- The Good, the Bad & the Queen (2007) (amb The Good, the Bad & the Queen)
- Kinshasa One Two (2011) (com a part de DRC Music)
- Rocket Juice & the Moon (2012) (amb Flea i Tony Allen)
- Maison Des Jeunes (2013) (com a part d'Africa Express)
- In C Mali (2014) (com a part d'Africa Express)
- The Orchestra of Syrian Musicians and Guests (2016) (amb Africa Express)
- Merrie Land (2018) (amb The Good, the Bad & the Queen)
- Molo (EP) (2019) (amb Africa Express)
- Egoli (2019) (amb Africa Express)

## Premis i nominacions
Albarn ha estat nominat en multitud de guardons internacionals de música, bàsicament formant part de Blur i Gorillaz. Amb els primers destaquen els premis Brit al millor grup i millor senzill, mentre que amb Gorillaz destaca el Grammy a la millor col·laboració vocal pop.